# Зелена лінія (MBTA)
Зелена лінія (MBTA) (англ. Green Line (MBTA)) — мережа ліній легкорейкового транспорту з підземними ділянками в центрі міста Бостон, Массачусетс, США. Свою назву Зелена лінія, трамвайна мережа отримала у 1967 році при ребрендингу проведеному MBTA.

## Історія

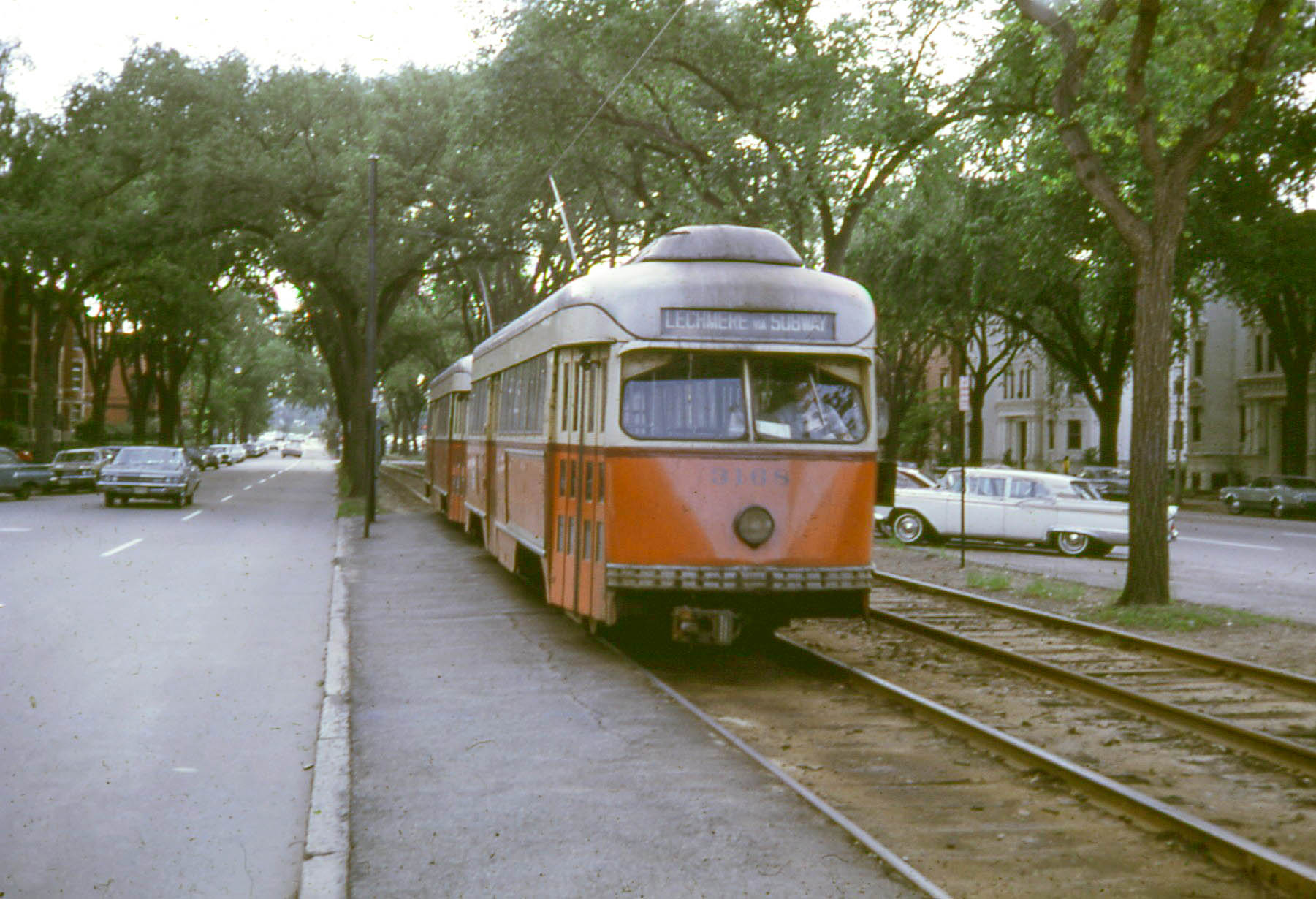
Трамвайна лінія у 1967 році

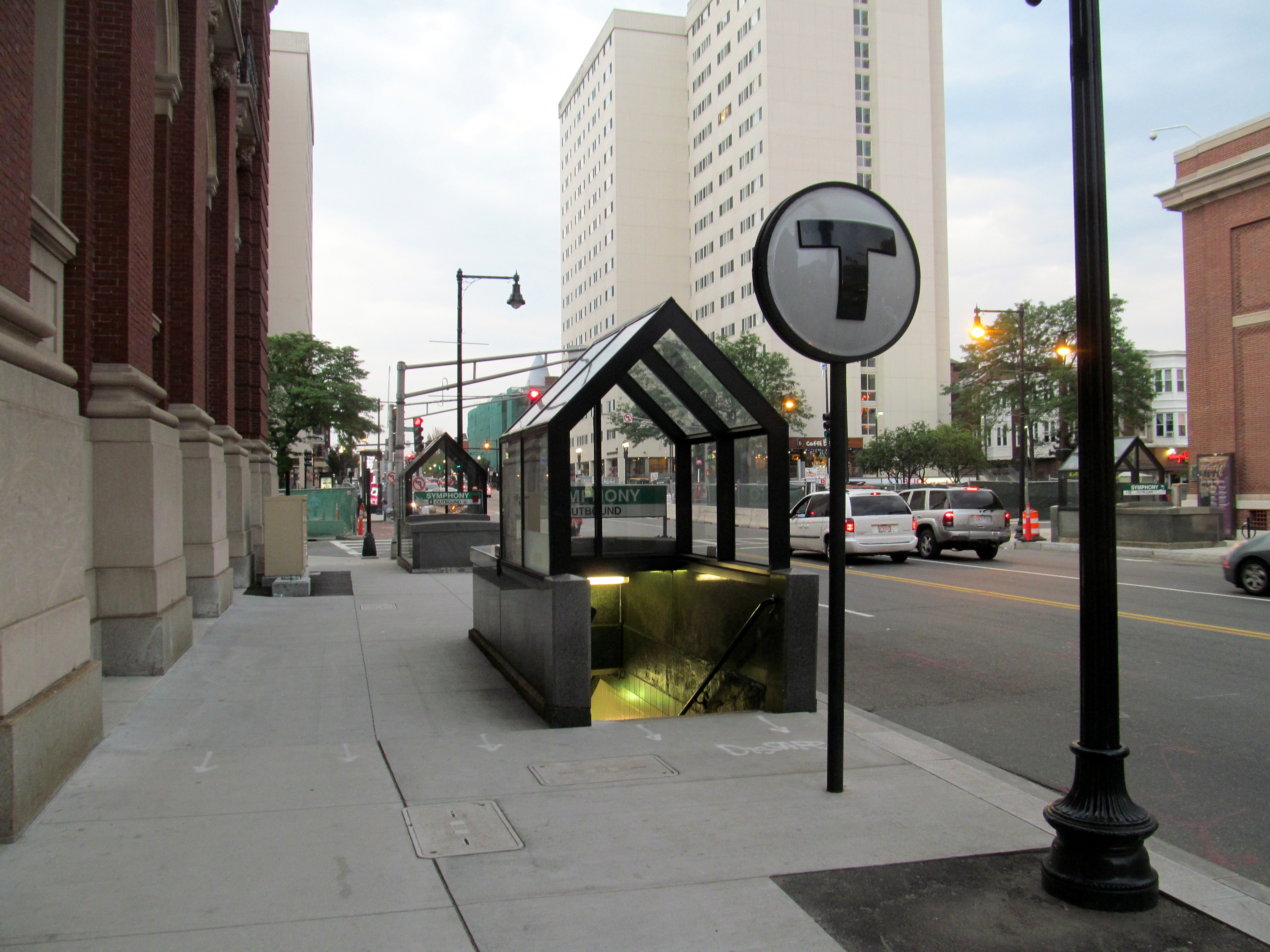
Вихід з підземної станції

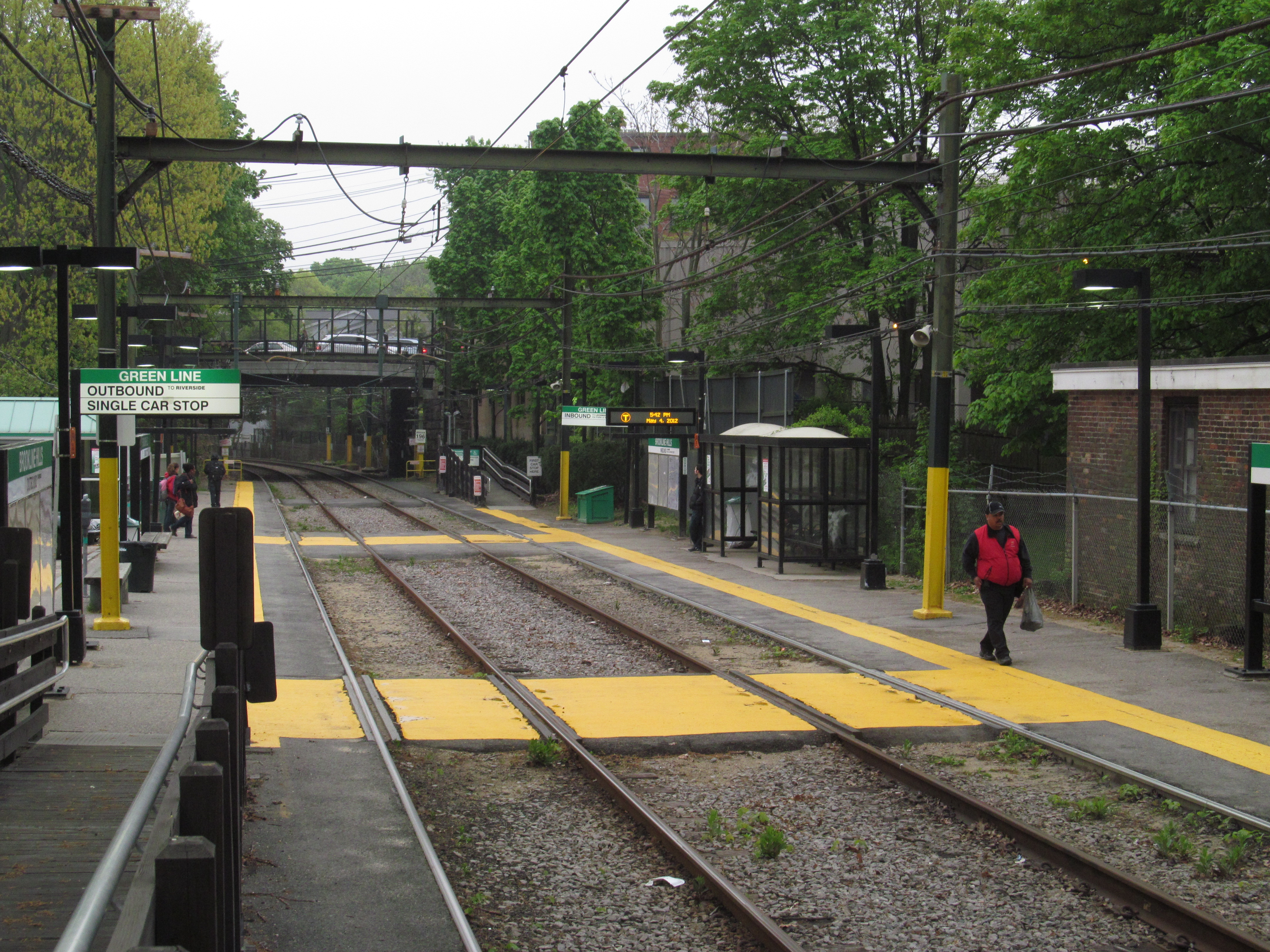
Типова наземна станція

Наявні зараз чотири лінії це залишки набагато розвинутішої мережі трамвайних ліній. Перші трамваї на кінній тязі з'явилися в Бостоні у 1856 році, у наступні десятиліття мережа активно розбудовувалася. Перша лінія електричного трамваю відкрилася у 1889 році, незабаром всі лінії перейшли на електричну тягу. У кінці ХІХ століття трамваїв в місті була така кількість що у центрі міста, де сходилися маршрути всіх лінії почали виникати пробки з трамваїв. Щоб розв'язати цю проблему було прийняте рішення побудувати тунель в центрі міста, щоб перенести туди трамвайні колії, таким чином впорядкувавши рух центральними вулицями. Тунель відкрився 1 вересня 1897 року та став першим тунелем метро у Сполучених Штатах (відкриті раніше метрополітени Чикаго та Нью-Йорка в ті часи були повністю естакадними, без підземних ділянок). Хоча тунель і був побудований згідно з всіма стандартами метрополітену, в ньому ніколи не передбачалося використання рухомого складу метро.
У наступні десятиліття мережа продовжувала активно розвиватися, відкривалися наземні лінії на околицях та нові портали тунелю. Занепад трамвайної мережі почався у 1930-х роках. В ті часи практично в кожному місті США трамваї замінювали дешевшими в експлуатації автобусами та тролейбусами. На початку 1950-х у Бостоні залишилося лише декілька ліній трамвая, що спільно використовували трамвайний тунель. У 1947 році через банкрутство компанії оператора, трамвайна мережа перейшла під керівництво Міського Управління Транспорту (попередника Транспортного управління затоки Массачусетс).

## Маршрути
На 2018 рік в місті 4 трамвайних маршрути що використовують тунель в центрі.
- Маршрут B[en] також відомий як Лінія Авеню Співдружності — має 24 станції (6 підземних), відкрився у 1894—1900 роках. Починається в центрі на станції «Парк-стріт», де можливо пересісти на потяги Червоної лінії метро. Після проходження підземної ділянки, виходить на поверхню через портал Блендфорд-стріт та прямує на захід. Маршрут обслуговує великі навчальні заклади, такі як Бостонський університет та Бостонський коледж. Західна кінцева станція — «Бостонський коледж».

- Маршрут C[en] також відомий як Лінія Бекон-стріт — має 22 станції (9 підземних), відкрився 23 жовтня 1932 року. Починається в центрі на станції «Північний вокзал» де можливо пересісти на Помаранчеву лінію метро. На інших центральних станціях здійснюється пересадка на всі лінії метрополітену, та на так звану Срібну лінію що обслуговується дуобусами. Після проходження підземної ділянки, виходить на поверхню через портал Святої Марії. Далі маршрут проходить по місту Бруклайн по розділювальній смузі Бікон-стріт. Західна кінцева станція — «Клівленд серкл».

- Маршрут D[en] також відомий як Лінія Ріверсайд — має 20 станцій (7 підземних), відкрився у середині ХІХ століття як приміська залізнична лінія, з 4 липня 1959 року став Маршрутом D Зеленої лінії. Починається в центрі на станції «Урядовий Центр» де можливо пересісти на Синю лінію метро. Після проходження підземної ділянки виходить на поверхню через портал Фенвей, далі проходить через місто Бруклайн та Ньютон. Західна кінцева станція — «Ріверсайд», за якою розташоване однойменне депо.

- Маршрут E[en] також відомий як Лінія Хантінгтон авеню — має 20 станцій (9 підземних), відкрився 16 лютого 1941 року. Єдиний з усіх чотирьох маршрутів що перетинає ріку Чарльз, за якою розташована північна кінцева станція «Лехмер». Після станції «Науковий парк» спускається під землю в спільний тунель де здійснюється пересадка на всі лінії метро. На відміну від інших маршрутів що до кінця підземної ділянки проходять спільно, відгалужується раніше, але не одразу виходить на поверхню, а має ще дві власні підземні станції. Наземна ділянка проходить в розділювальній смузі Хантінгтон авеню. Маршрут проходить поблизу багатьох визначних місць Бостона, таких як Північно-Східний Університет, Музей витончених мистецтв та закінчується на півдні на станції «Хіт-стріт». До 1985 року маршрут проходив далі на південь до спільної з Помаранчевою лінією метро кінцевої станції «Лісові пагорби». Ділянка була тимчасово закрита через нестачу рухомого складу, але рух трамваїв так і не поновився.

## Розвиток
Докладніше:Розширення Зеленої лінії
За станцією «Лехмер» будується розширення Зеленої лінії далі на північ в міста Сомервіль та Медфорд. Нова ділянка складатиметься з 7 станцій та приблизно 7 км, відкрити розширення планується до кінця 2021 року. Планується що нова ділянка покращить транспортну доступність цих районів та збільшить кількість пасажирів що користуються Зеленою лінією.

## Рухомий склад
Хоча на мапах MBTA лінія позначається як лінія метро, вона завжди обслуговувалася трамваями. У 2018 році використовуються моделі двох виробників; Kinki Sharyo та AnsaldoBreda, але в цьому році почнуть надходити нові трамваї виробництва CAF USA.

## Галерея

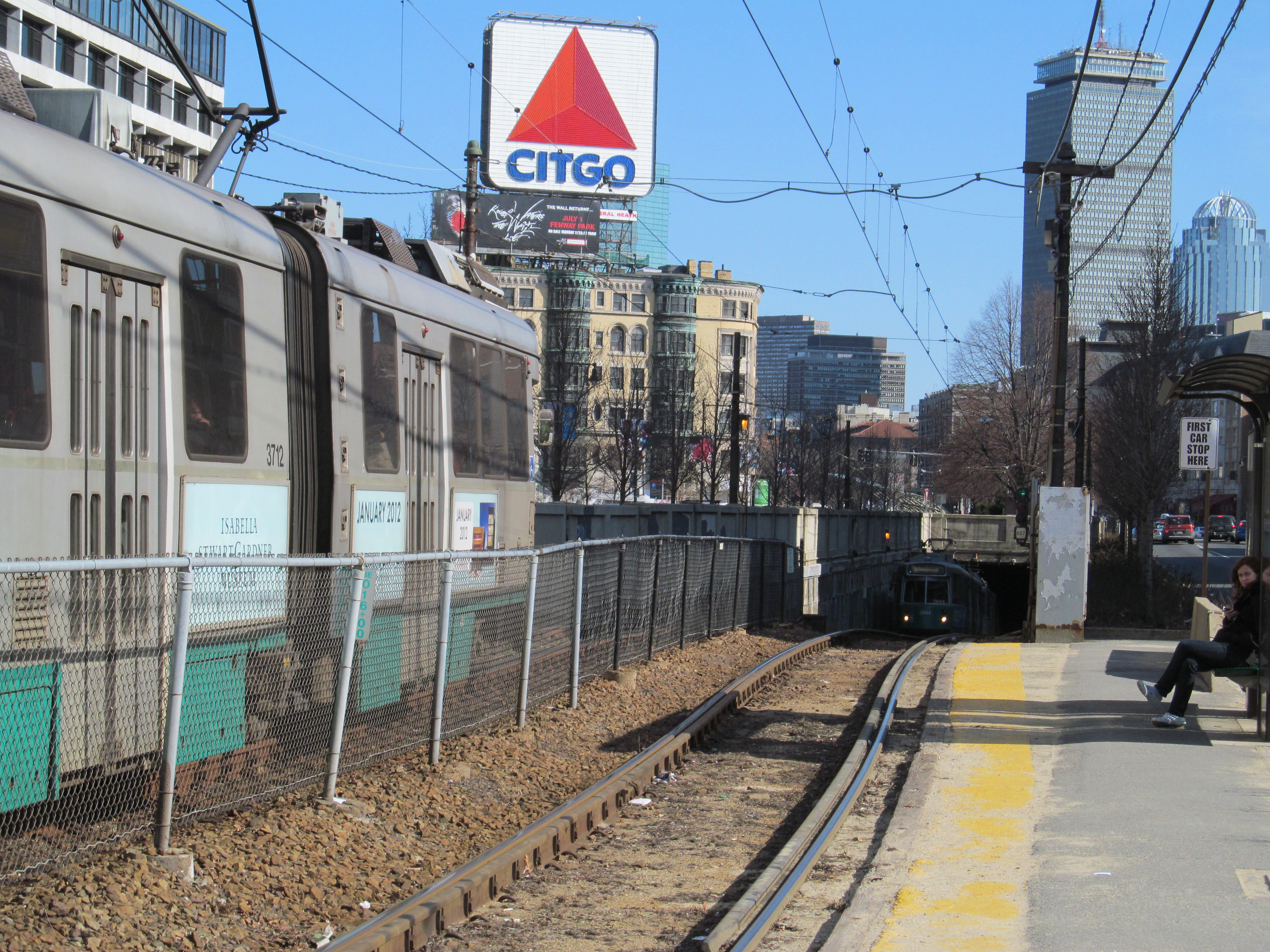
Станція «Блендфорд-стріт» поблизу однойменного порталу тунелю
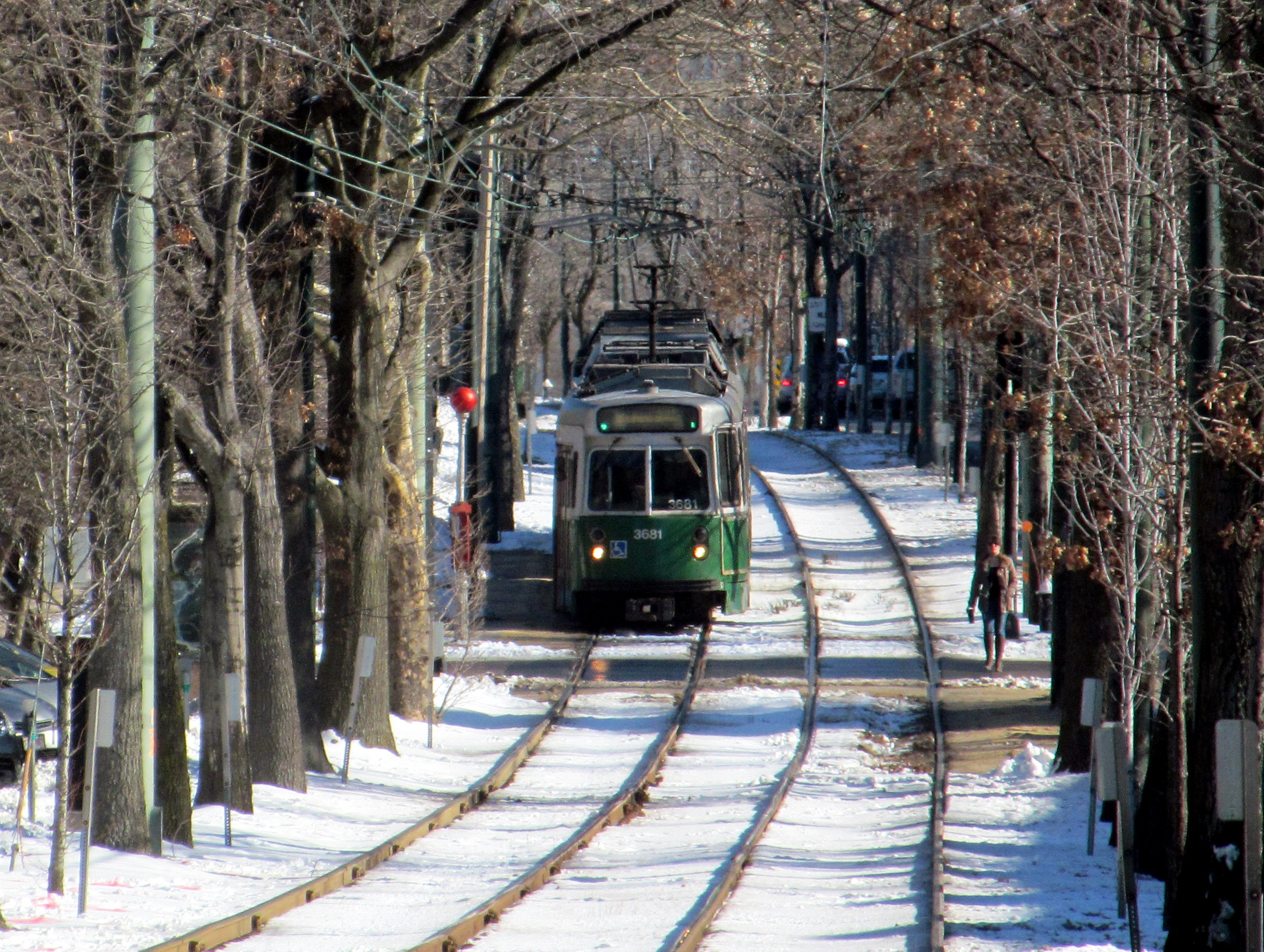
Трамвай на лінії
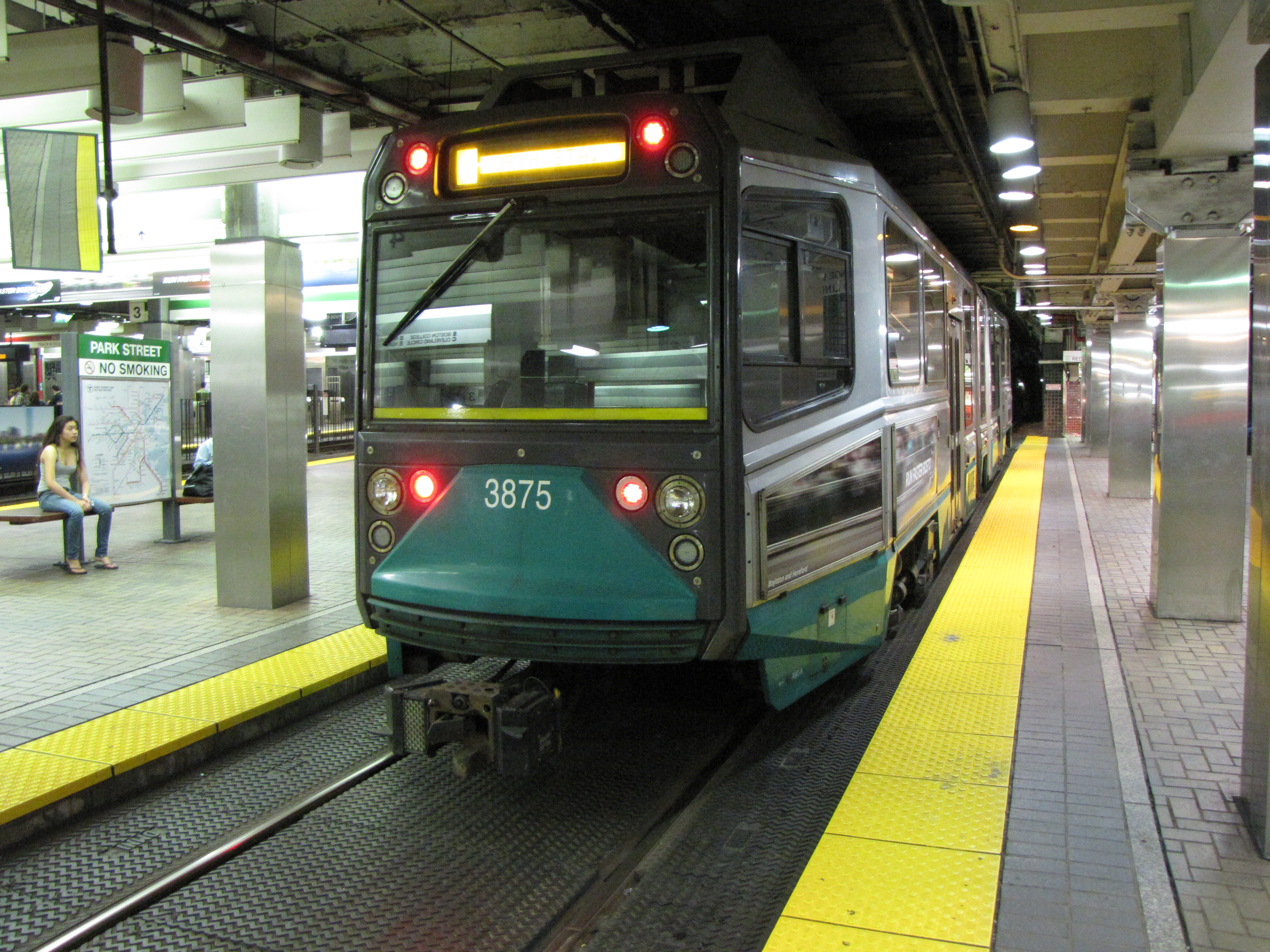
Трамвай на підземні станції «Парк-стріт»